# Leptospermum grandiflorum
Leptospermum grandiflorum är en myrtenväxtart som beskrevs av Conrad Loddiges. Leptospermum grandiflorum ingår i släktet Leptospermum och familjen myrtenväxter. Inga underarter finns listade i Catalogue of Life.